# Лари Бонд
Лари Бонд (на английски: Larry Bond) е американски дизайнер на видео игри и писател на бестселъри в жанр военен и политически трилър.

## Биография и творчество
Лари Бонд е роден на 11 юни 1951 г. в САЩ. През 1973 г. завършва колежа „Сейнт Пол“ в Сейнт Пол, Минесота, с бакалавърска степен по социология. В продължение на 2 години работи като компютърен програмист.
През 1975 г. постъпва във Военноморското училище в Нюпорт, щ. Роуд Айлънд, и завършва през следващата година. Служи като морски офицер във флота в периода 1975 – 1981 г. и във Военноморското разузнаване в периода 1982 – 1984 г. След напускането на флота работи като експерт по военни действия и борба с подводниците към консултантски фирми във Вашингтон.
Докато служи във флота разработва компютърната игра „Харпун“. Първият вариант на играта е издаден през 1980 г. Предназначена е за компютърна стратегическа военноморска симулация на военни действия по въздух, вода и чрез подводници, с възпроизвеждане и богата информация за съвременните военни оръжейни системи. Проектирана е като обучаваща система за флота, както и за търговския пазар. В следващите си версии играта печели различни награди, а през 1990 г. е обявена за игра на годината от списание „Computer Gaming World“. През 2004 г. е приет в Залата на славата на Асоциацията на производителите на компютърни игри.
Писателската кариера на Лари Бонд започва със съвместния трилър „Операция „Червена буря“ с писателя Том Кланси, който става международен бестселър.
След него той започва да пише предимно като съавтор с писателите Патрик Ларкин, Крис Карлсън и Джим де Фелис.
Лари Бонд живее със семейството си в Спрингфийлд, Вирджиния.

## Произведения

### Самостоятелни романи
- Red Storm Rising (1986) – с Том Кланси
Операция „Червена буря“, изд.: „Абагар“, София (1996), прев. Николай Долчинков
- Battles of the Third World War (1987)
- Lash-Up (2015)

### Съавтор сПатрик Ларкин

#### Самостоятелни романи
- Red Phoenix (1989)
- Vortex (1991)
- Cauldron (1993)

#### Серия „Торн и Грей“ (Thorn & Gray)
1. The Enemy Within (1996)
Война без правила, изд. „Атика“ (1995), прев. Рени Димитрова
2. Day of Wrath (1998)
Денят X, изд. „Атика“ (2000), прев. Рени Димитрова

### Съавтор сКрис Карлсън

#### Серия „Джери Мичъл“ (Jerry Mitchell)
1. Dangerous Ground (2005)
2. Cold Choices (2009)
3. Exit Plan (2012)
4. Shattered Trident (2013)

### Съавтор сДжим де Фелис

#### Серия „Първият екип на Лари Бонд“ (Larry Bond's First Team)
1. Larry Bond's First Team (2004)
2. Angels of Wrath (2006)
3. Fires of War (2006)
4. Soul of the Assassin (2008)

#### Серия „Изгряването на Червения дракон“ (Red Dragon Rising)
1. Shadows of War (2009)
2. Edge of War (2010)
3. Shock of War (2012)
4. Blood of War (2013)

### Разкази
- Burial at Sea (1995) – с Крис Карлсън
- Expert Advice (1995)

### Документалистика
- The Mighty Fallen: Our Nation's Greatest War Memorials (2007) – с F-stop Фицджералд
- Crash Dive: A Collection of Submarine Stories (2010)